# ロシア連邦道路M3
ロシア連邦道路 M3（ロシアれんぽうどうろ M3、ロシア語: Федеральная автомобильная дорога М-3 «Украина»）または連邦道路ウクライナは、ロシア連邦のモスクワとウクライナを結ぶロシア連邦道路である。モスクワ州、カルーガ州、ブリャンスク州、クルスク州を経由する。総距離は509km。E101号線の一部。

## 路線状況
道路はモスクワからウクライナ国境までの509km。全線アスファルトまたはコンクリートで舗装されている。レーニンスキー大通りとモスクワ環状道路の交差点から南西方向に延び、ソルンセヴォを通ってヴヌーコヴォ国際空港、トロイトスキー行政区、ナロ=フォミンスク地区を経由してロシア連邦道路A107と交差する。ここまでの33㎞は高規格な道路で8-10車線、分離帯も備えている。そこからは6車線となりカルーガ州に入り、バラバノヴォでロシア連邦道路A108、オブニンスクでロシア連邦道路A101と交差しカルーガ市内に入る。市内では2車線と狭くなり、ロシア連邦道路P93と交わる。その後ブリャンスク州に入りブリャンスクの南でロシア連邦道路A141と交差した後クルスク州のオリョール州との境界付近を通りウクライナに入る。 ウクライナではM-02に接続しキエフへと向かう。制限速度はオブニンスク付近の4つの集落を横切るときに60km/h、カルーガからブリャンスクの間およびウクライナ国境付近の急カーブ地帯で70km/hのほかは全線90km/hである。カルーガから国境にかけては追い越しが禁止されており、上下の勾配が激しくなっている。